# Farancia erytrogramma seminola
Farancia erytrogramma seminola ist eine ausgestorbene Unterart der Regenbogen-Schlammnatter (Farancia erytrogramma). Sie war im südlichen Florida endemisch.

## Merkmale
Farancia erytrogramma seminola erreichte eine Länge von 130,8 cm. Die ausgewachsenen Tiere hatten lange, untersetzte Körper. Der Rücken war schillernd blau-schwarz mit einem roten Streifen oder einer Linie aus Flecken in der Mitte sowie einen rötlich-pinken Streifen an jeder Flanke. Die Bauchschuppen und die beiden hinteren Schuppen an den Flanken waren durch schwarze Flecken und Sprenkel gekennzeichnet. Die schwarzen Markierungen durchsetzten und unterbrachen die roten und gelben Bereiche am Bauch, an der Kehle und am Kinn. Das Kinn war gelb. Die Schuppen wiesen meist eine glatte Oberfläche auf, außer am hinteren Rücken und an den Seiten, wo sie schwach gekielt waren. Es gab 19 dorsale Schuppenreihen in der Körpermitte. Die Pupille war rund. Die Jungtiere sahen vermutlich den Alttieren ähnlich.

## Vorkommen
Farancia erytrogramma seminola kam im Fisheating Creek, Glades County vor, der in die westliche Seite des Okeechobeesees mündet.

## Status
Farancia erytrogramma seminola ist nur von drei Exemplaren bekannt, die zwischen 1949 und 1952 gefangen wurden. Suchaktionen zur Wiederentdeckung dieser Schlange sind fehlgeschlagen, so dass sie 2011 vom United States Fish and Wildlife Service offiziell für ausgestorben erklärt wurde.